# Чат (Кыргызстан)
Чат (кирг. Чат) — село в Аксыйском районе Джалал-Абадской области Кыргызстана. Входит в состав Кара-Сууского айылного аймака.

## География
Село расположено в центральной части области, на левом берегу реки Кара-Суу, вблизи места впадения в неё реки Туурдук, на расстоянии приблизительно 34 километров (по прямой) к северо-востоку от города Кербен, административного центра района. Абсолютная высота — 1024 метра над уровнем моря.

## Население
Согласно оценочным данным Национального статистического комитета Кыргызской Республики, численность населения села на начало 2023 года составляла 366 человек.
| год     | 2009 | 2014 | 2015 | 2020 | 2021 | 2023 |
| ------- | ---- | ---- | ---- | ---- | ---- | ---- |
| человек | 299  | 303  | 297  | 354  | 372  | 366  |